# هوشينا ماساميتسو
هوشينا ماساميتسو (باليابانية: 保科正光؛ بالكانا: ほしな まさみつ) هو ساموراي ياباني، ولد في 1561، وتوفي في 31 أكتوبر 1631.